# Верхненазаровское
Верхненазаровское  (адыг. Ышъхьагърэ Назаров) — село в Красногвардейском муниципальном районе Республики Адыгея России. Относится к Садовскому сельскому поселению.

## История
Образовано в 1963 г. в результате объединения хуторов Богомолов и Верхне-Назаров.

## Население
| 2002 | 2010 | 2013 | 2014 | 2015 | 2016 | 2017 |
| ---- | ---- | ---- | ---- | ---- | ---- | ---- |
| 534  | ↗552 | ↗561 | ↗574 | ↘564 | ↗570 | ↗577 |
| 2018 | 2019 | 2020 | 2021 | 2023 | 2024 |      |
| ↗581 | ↗589 | ↗597 | ↘574 | ↗590 | ↗591 |      |

По данным Всероссийской переписи 2021 года:
| Народ               | Численность, чел. | Доля от всего населения, % |
| ------------------- | ----------------- | -------------------------- |
| курды               | 364               | 63,41 %                    |
| русские             | 187               | 32,58 %                    |
| другие / не указано | 23                | 4,01 %                     |
| всего               | 574               | 100,0 %                    |

## Улицы
- Зелёная,
- Колхозная,
- Переулок,
- Почтовая,
- Советская.